# Lill-Långtjärnen (Näskotts socken, Jämtland)
Lill-Långtjärnen är en sjö i Krokoms kommun i Jämtland och ingår i Indalsälvens huvudavrinningsområde.